# بیداری‌ها (فیلم)
بیدارگری (به انگلیسی: Awakenings) نام فیلمی آمریکایی به کارگردانی پنی مارشال و محصول سال ۱۹۹۰ است که بر اساس کتاب خاطرات الیور ساکس، به همین نام ساخته شده‌است.
فیلم که بر اساس ماجرایی واقعی ساخته شده، تلاش دکتر مالکوم سایر (با بازی رابین ویلیامز) متخصص مغز و اعصاب را در مداوای بیماران کاتاتونیایی، که از همه‌گیری انسفالیت بی‌حالی ۱۹۱۷–۱۹۲۸ جان سالم به در بردند را نشان می‌دهد. براساس روایت ساکس، دکتر مالکوم سایر، اثرات مفید داروی L-DOPA را در سال ۱۹۶۹ کشف کرد و لِنارد لوو (با بازی رابرت دنیرو) و بقیه بیماران که فعالیت‌های عادی زندگیشان متوقف شده و بقیه پزشکان آن‌ها را مجسمه می‌خواندند، پس از چندین دهه از خواب بیدار می‌شوند و باید در زمان جدیدی با زندگی جدیدی دست و پنجه نرم کنند.
بیداری‌ها توسط والتر پارکس و لارنس لاسکر تولید شد که اولین بار در دوره کارشناسی در دانشگاه ییل با کتاب ساکس روبرو شدند و چند سال بعد آن را انتخاب کردند. این فیلم یک موفقیت تجاری و انتقادی بود و با بودجه ۲۹ میلیون دلاری ۱۰۸٫۷ میلیون دلار به دست آورد و نامزد سه جایزه اسکار شد.

## داستان
در سال ۱۹۶۹، دکتر مالکوم سایر، پزشکی متعهد و دلسوز در بیمارستانی محلی در بخش برانکس شهر نیویورک است. پس از کار گسترده با بیماران کاتاتونیک که از اپیدمی آنسفالیت لتارژیکا در سال‌های ۱۹۱۹-۱۹۳۰ جان سالم به در برده بودند محرکی را کشف می‌کند که بیماران را از حالت‌های کاتاتونیک مربوطه‌شان "بیدار" می‌کند. اقداماتی مانند گرفتن توپ، شنیدن موسیقی،  لمس دیگران، که هر کدام تأثیرات منحصر به فردی بر روی بیماران خاص دارند و نگاهی اجمالی به دنیای آنها ارائه می‌دهند. به نظر می‌رسد بیماری بنام لئونارد لو تغییری نکرده، اما دکتر سایر متوجه می‌شود که لئونارد قادر است با استفاده از تخته احضار ارواح با او ارتباط برقرار کند.

## جوایز
- نامزد جایزه اسکار بهترین بازیگر نقش اول مرد برای رابرت دنیرو
- نامزد جایزه اسکار بهترین فیلم
- نامزد اسکار بهترین فیلم‌نامه اقتباسی برای استیون زایلیان
- نامزد گلدن گلوب بهترین بازیگر فیلم درام برای رابین ویلیامز

## جستارهای وابسته

رابین ویلیامز و رابرت دنیرو در فیلم بیداری‌ها